# Epidendrum tingo-mariae
Epidendrum tingo-mariae är en orkidéart som beskrevs av Eric Hágsater. Epidendrum tingo-mariae ingår i släktet Epidendrum och familjen orkidéer.
Artens utbredningsområde är Peru. Inga underarter finns listade i Catalogue of Life.